# Akademiska examina och titlar vid Handelshögskolan i Stockholm
Akademiska examina och titlar vid Handelshögskolan i Stockholm. Handelshögskolan i Stockholm är en privat högskola grundad 1909. Högskolan har utfärdat examina på grundnivå sedan 1911 (först i Sverige), på licentiatnivå sedan 1943, på doktorsnivå sedan 1946 (först i Sverige) och på masternivå sedan 2006.

## Historia

### Grundutbildning

#### Ekonomisk examen och titelnDHS

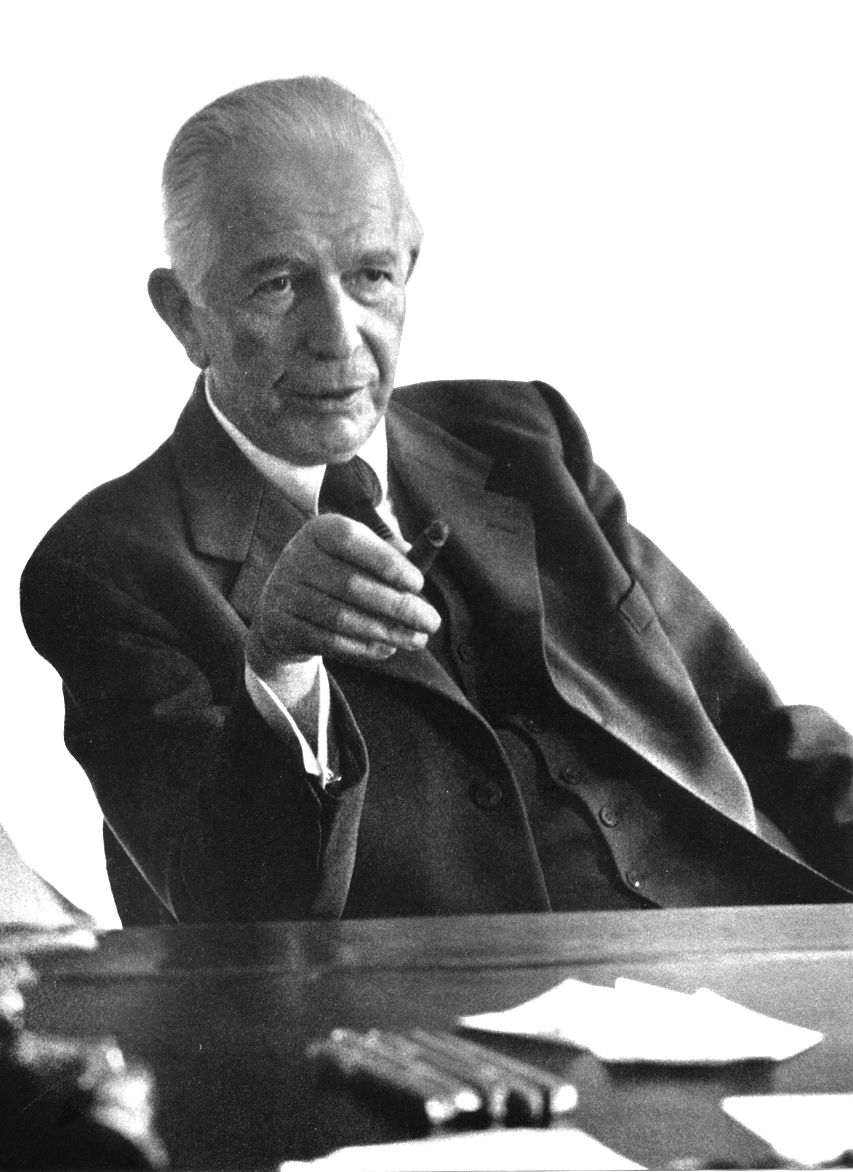
Assar Gabrielsson, AB Volvos grundare, avlade 1911 ekonomisk examen i den första kull som utexaminerades från Handelshögskolan i Stockholm.

Handelshögskolan i Stockholm grundades 1909 och var den första samt under drygt ett decennium den enda handelshögskolan i Sverige. Högskolans akademiska ekonomutbildning var ursprungligen 2-årig och den därpå följande examen benämndes ekonomisk examen, varvid diplomanden erhöll titeln Diplomerad från Handelshögskolan i Stockholm (ursprungligen förkortat DHSS, senare DHS).  
Den första kullen av studenter avlade ekonomisk examen 1911. Bland dessa märks Lars Ture Bohlin (grundare av Bohlins revisionsbyrå, idag KPMG Bohlins, och medgrundare till Föreningen Auktoriserade Revisorer, FAR), Assar Gabrielsson (grundare av AB Volvo, dess VD 1926-1956 och styrelseordförande 1956-1962) och Seth Svensson (medgrundare till FAR).

#### Ekonomexamen och titelncivilekonom
1943 infördes i stället en ekonomexamen, vilken berättigade till titeln civilekonom.  Tillägget av förledet "civil-" gjordes för att anspela på den allmänt kända och redan väl etablerade civilingenjörsexamen. Titeln infördes samtidigt vid Handelshögskolan i Göteborg. Under senare år har Handelshögskolan i Stockholm, som enda högskola i Sverige, använt examensbenämningen civilekonomexamen genom ett särskilt avtal med Utbildningsdepartementet.

#### Ekonomie kandidatexamen och ekonomie masterexamen
2006 implementerade Handelshögskolan Bologna-processen, vilken syftar till att minska skillnaderna mellan utbildningssystemen i den Europeiska unionens medlemsstater, för att underlätta utbyte och jämförelse dem emellan. En drivande kraft bakom skolans anpassning till Bologna-processen var Erik Åsbrink, alumn från högskolan och av Sveriges regering utsedd till ordförande i Handelshögskolans direktion, skolans högsta verkställande organ. Detta ledde till att avtalet med Utbildningsdepartementet sades upp och andra utbildningsinstitutioner i Sverige fick rätt att använda benämningen civilekonomexamen. Ett flertal andra högskolor och universitet har därefter startat civilekonomprogram, bland andra Stockholms universitet. Högskolans då 4-åriga civilekonomexamen ersattes av en 3-årig ekonomie kandidatexamen, vilken ger rätt till titeln ekonomie kandidat (BSc.), och en 2-årig ekonomie masterexamen, vilken ger rätt till titeln ekonomie master (MSc.).

### Doktorandutbildning
Handelshögskolan införde 1943 en ekonomie licentiatexamen. 1946 började man, som första högskola eller universitet i Sverige, att promovera ekonomie doktorer, vilka erhöll en doktorsgrad, vilken gav rätt till titeln ekonomie doktor (ekon.dr). Doktorsgraden ersattes 1970 av en doktorsexamen, vilken även den gav rätt till titeln ekonomie doktor (ekon.dr). Senare införde Handelshögskolan även filosofie- (fil.dr) och juris (jur.dr) doktorsexamina.

### SSE MBA Executive Format
Handelshögskolan erbjuder även en Master of Business Administration utbildning för personer med minst 5 års arbetslivserfarenhet, i så kallat "executive format".  Utbildningen löper under 18 månader och kombinerar distansstudier om ca 20 timmar per vecka med 10 heltidsveckor varav 3 genomförs utomlands. En godkänd utbildning leder till en MBA-examen.

## Tidslinje

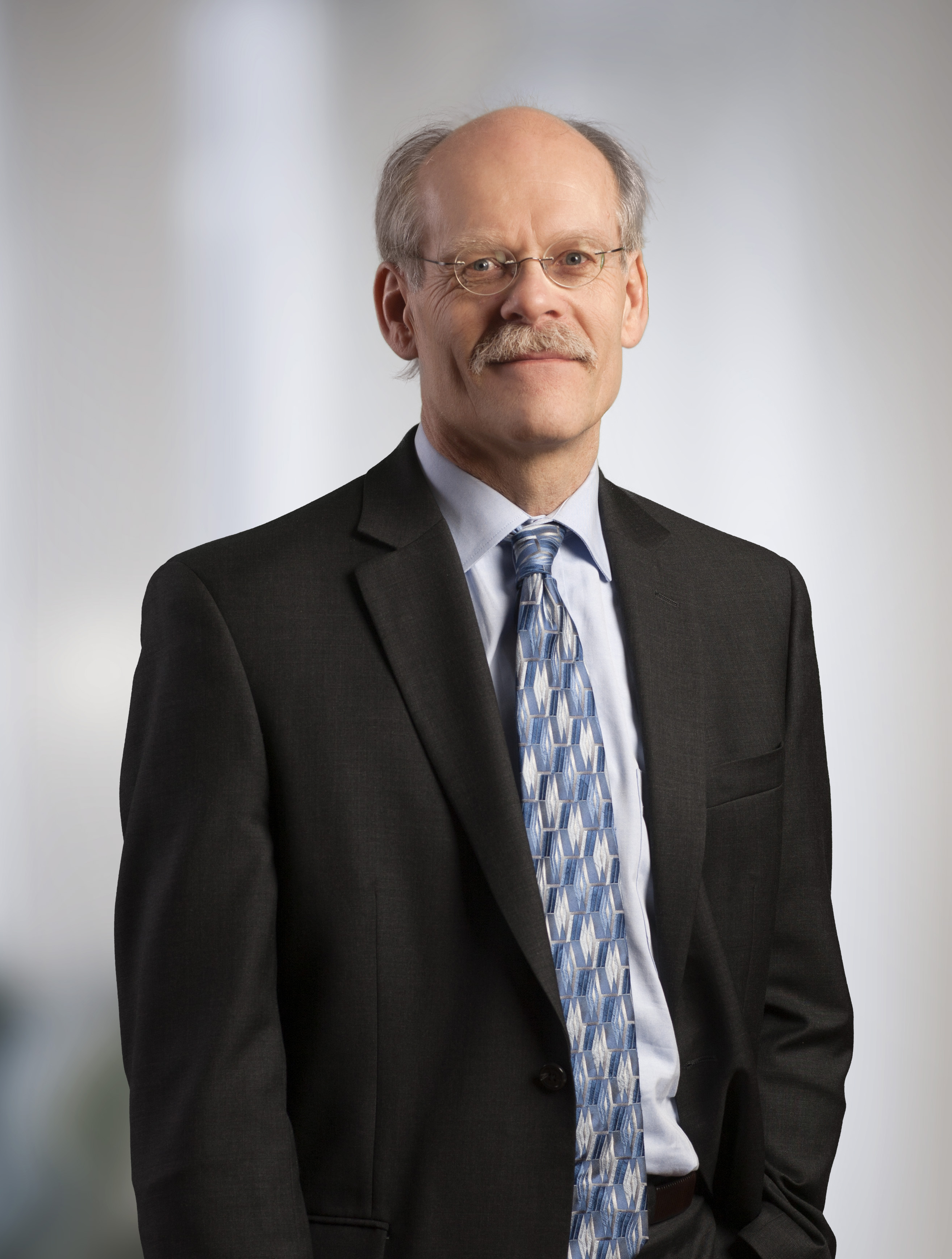
Stefan Ingves, Sveriges riksbanks chef 2006-, disputerade vid Handelshögskolan i Stockholm 1984 och erhöll titeln ekonomie doktor. Hans företrädare som Riksbankschef, Lars Heikensten, disputerade samma år och vid samma högskola.

Examensbenämning, år för dess användning, titel

### Grundutbildning
- Ekonomisk examen 1911-1943

Diplomerad från Handelshögskolan i Stockholm (DHS)
- Ekonomexamen 1943-2006

Civilekonom (Civ.ek.)
- Ekonomie kandidatexamen 2006-

Ekonomie kandidat (BSc.)
- Ekonomie masterexamen 2006-

Ekonomie master (MSc.)

### Doktorandutbildning
- Ekonomie licentiatexamen 1943-

Ekonomie licentiat (Ekon.lic.)
- Ekonomie doktorsgrad 1946-1970

Ekonomie doktor (Ekon.dr)
- Ekonomie doktorsexamen 1970-

Ekonomie doktor (Ekon.dr)